# Nad Tatrou sa blýska
Nad Tatrou sa blýska er Slovakiets nationalsang.

## Slovakisk tekst
Nad Tatrou sa blýska
hromy divo bijú.
Zastavme ich bratia,
ved' sa ony stratia,
Slováci ožijú.
To Slovensko naše
posiaľ tvrdo spalo.
Ale blesky hromu
vzbudzujú ho k tomu,
aby sa prebralo.
Už Slovensko vstáva
putá si strháva
Hej rodina milá
hodina odbila,
žije matka Sláva
Ešte jedle rastú
na krivánskej strane
Kto jak Slovák cíti,
nech sa šable chytí,
a medzi nás vstane

## Engelsk oversættelse
There is lightning over the Tatra,
thunderclaps are striking ferociously.
Let us stop them, brothers,
(you will see that) they will disappear,
the Slovaks will revive.
This, our Slovakia
has long been fast asleep.
But the lightning of the thunder
is rousing it
to wake up.
Already Slovakia is waking up,
throwing off its bonds
Hey dear family
the hour has ticked away
Mother Slavia is alive
Firs yet grow
on the slopes of Kriváň
Whoever is feeling like a Slovak,
let him take a sword
and let him rise among us.